# Inti Patera
L'Inti Patera è una struttura geologica della superficie di Io.